# Gare de Bruges
Pour les articles homonymes, voir Gare de Bruges (homonymie).
La gare de Bruges (en néerlandais : station Brugge) est une gare ferroviaire belge de la ligne 50A, de Bruxelles-Midi à Ostende, située au sud du centre de la ville de Bruges, chef-lieu et plus grande ville de la province de Flandre-Occidentale en Région flamande.
Elle est mise en service en 1838 par l'administration des chemins de fer de l'État belge. C'est une gare de la Société nationale des chemins de fer belges (SNCB) desservie par des trains InterCity (IC), Omnibus (L), d'Heure de pointe (P) et Touristiques (T).

## Situation ferroviaire
Établie à 7 mètres d'altitude, la gare de Bruges est située au point kilométrique (PK) 92,116 de la ligne 50A, de Bruxelles-Midi à Ostende, entre les gares ouvertes d'Oostkamp et de Jabbeke. Gare de bifurcation, elle est l'origine de la ligne 51, de Bruges à Blankenberge et de la ligne 66, de Bruges à Courtrai (avant la gare de Zedelgem).
Elle était également l'aboutissement de la ligne 58, de Gand à Bruges (fermée).

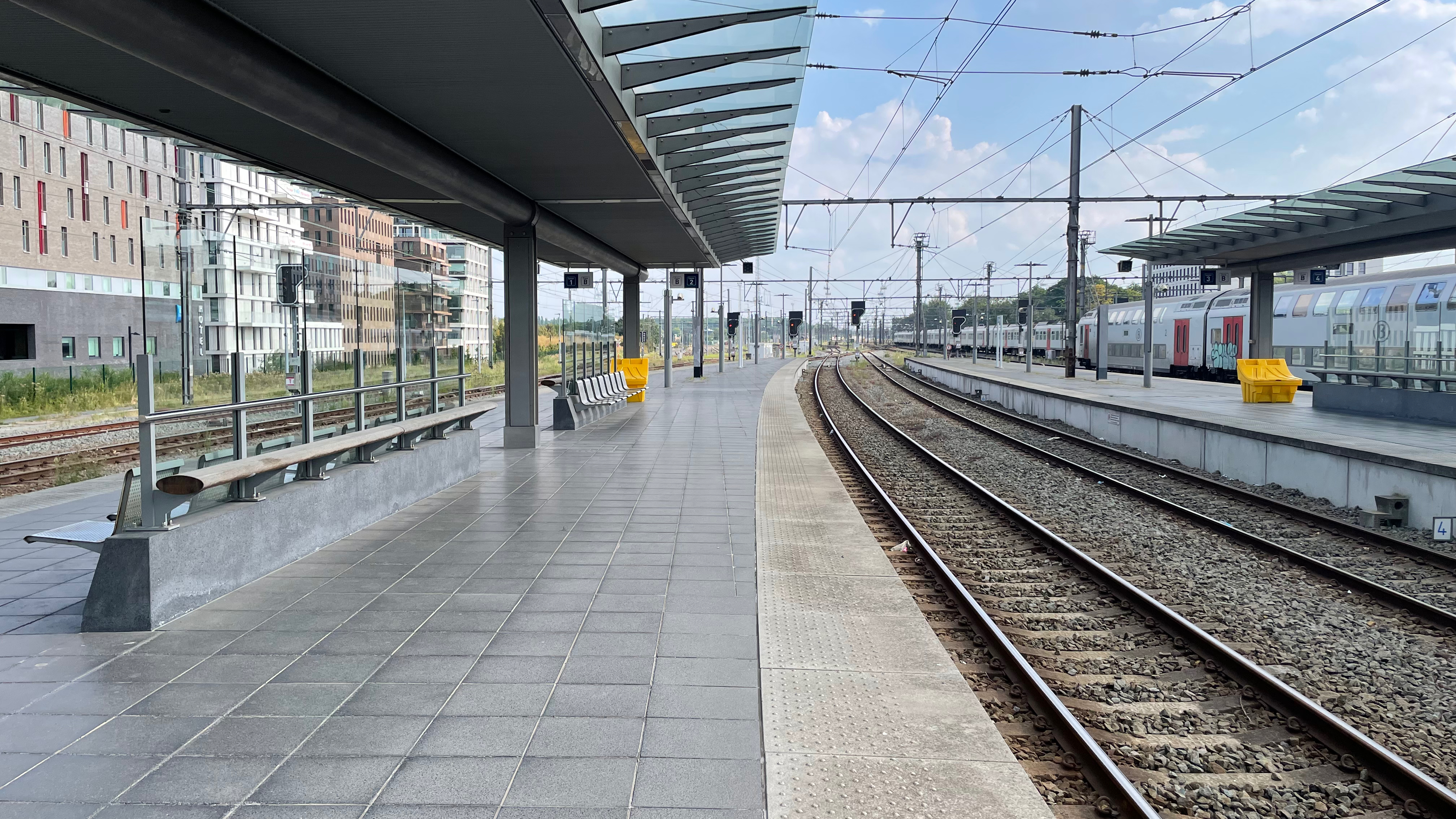
Intérieur de la gare.

## Histoire
La première station de Bruges est mise en service le 12 août 1838, par l'administration des chemins de fer de l'État belge, lorsqu'elle ouvre à l'exploitation la section de Gand à Bruges. La section suivante de Bruges à Ostende, est mise en service le 28 août 1838,.

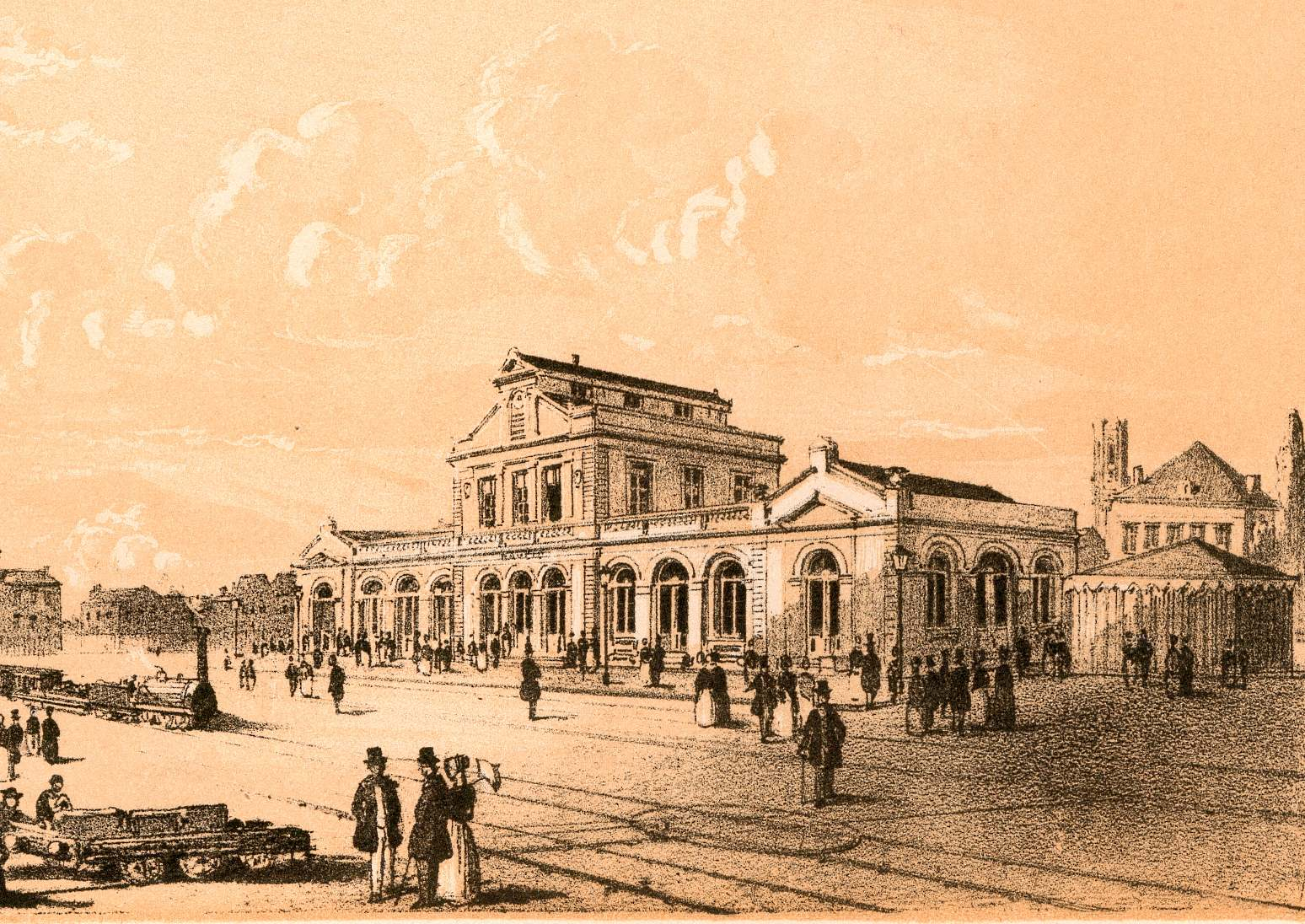
Le bâtiment d'Auguste Payen.

Après études de plusieurs options, le choix définitif se porte sur le site dénommé « Het Zand », supporté y compris financièrement par la municipalité de Bruges, à l'intérieur des murs de l'ancienne ville. On y construit un premier bâtiment de style classique dû au dessin de l'architecte Auguste Payen.
Elle devient une gare de bifurcation avec la mise en service de Bruges à Torthout, premier tronçon de la ligne de Bruges à Courtrai, le 4 octobre 1846 par la Société des chemins de fer de la Flandre-Occidentale (FO). La ligne dans son intégralité, jusqu'à Courtrai, est exploitée à partir du 14 juillet 1847.
Bruges est reliée à Gand avec la mise en service de la dernière section de Maldegem à Bruges le 22 juin 1863 par la Compagnie du chemin de fer de Gand à Eecloo. La ligne de Bruges à Blankenberge est ouverte le 16 août 1863 par la Compagnie de Bruges à Blankenberghe. Elle est prolongée jusqu'à Heist, via Zeebruges, le 22 juillet 1868.

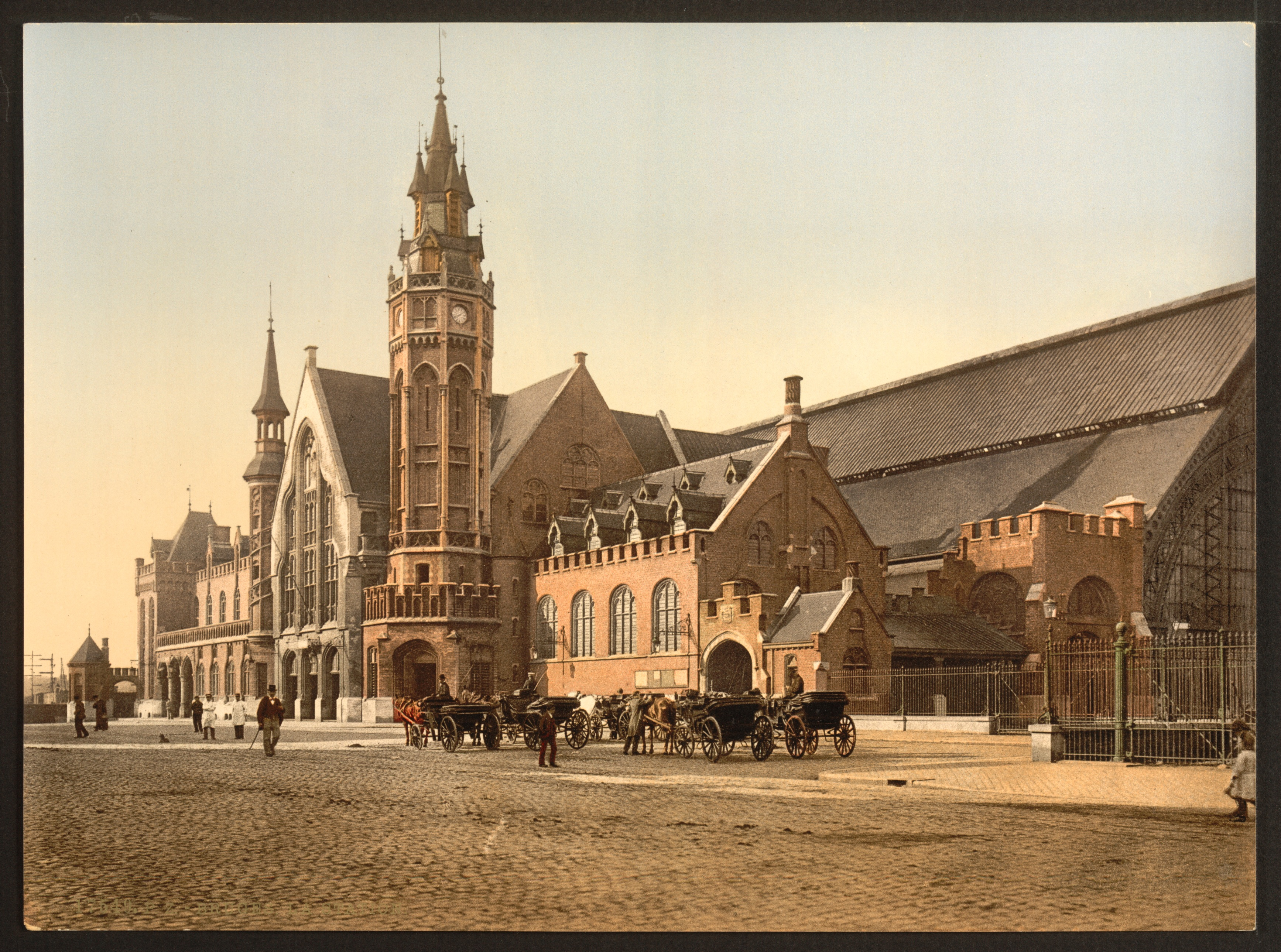
Le bâtiment de Joseph Schadde.

L'augmentation du trafic engendré notamment par les nouvelles lignes met les services à l'étroit dans l'ancienne gare. Un nouveau bâtiment est commandé, vers 1876, par le ministre des travaux publics à l'architecte Joseph Schadde, d'Anvers, qui produit le dessin d'une importante gare de style néo-gothique, qualifié aussi de « style « national » pseudo-flamand ». Le bâtiment d'Auguste Payen est démonté avec précaution pour être reconstruit en gare de Renaix et laisser la place au nouvel édifice construit entre 1879 et 1886. La seconde gare a nécessité la démolition du cloître des Capucins.
Dès le début du XXe siècle, on envisage de surélever les voies et de les relocaliser plus loin du centre-ville, ce qui sera fait dans les années 1930.
La nouvelle gare, situé sur un tracé remanié, a été doté d'un bâtiment réalisé en 1939.
L'ancienne gare qui se trouvait au « Zand », fut démolie en 1947-48.
Dans les années 2010, une nouvelle gare ultramoderne a été mise en service de l'autre côté des voies, le bâtiment de 1939 étant conservé.

## Service des voyageurs

### Accueil
Gare SNCB, elle dispose d'un bâtiment voyageurs, avec guichet, ouvert tous les jours. Des aménagements, équipements et services sont à la disposition des personnes à la mobilité réduite. Elle est notamment équipée d'automates pour l'achat de titres de transport et de consignes à bagages. Un buffet et un restaurant sont installés en gare.
Des souterrains permettent la traversée des voies et le passage d'un quai à l'autre.

### Desserte
Bruges est desservie par des trains InterCity (IC), Omnibus (L), d'Heure de pointe (P) et Touristiques (T) de la SNCB, qui effectuent des missions sur les lignes 50A (Bruxelles - Ostende / Blankenberge / Knokke / Zeebrtugge) et  66 (Bruges - Courtrai).

### Intermodalité
Des parcs pour les vélos (gratuits et payants) et des parkings (gratuits et payants) pour les véhicules y sont aménagés. Elle est desservie par des bus, notamment de la société De Lijn.

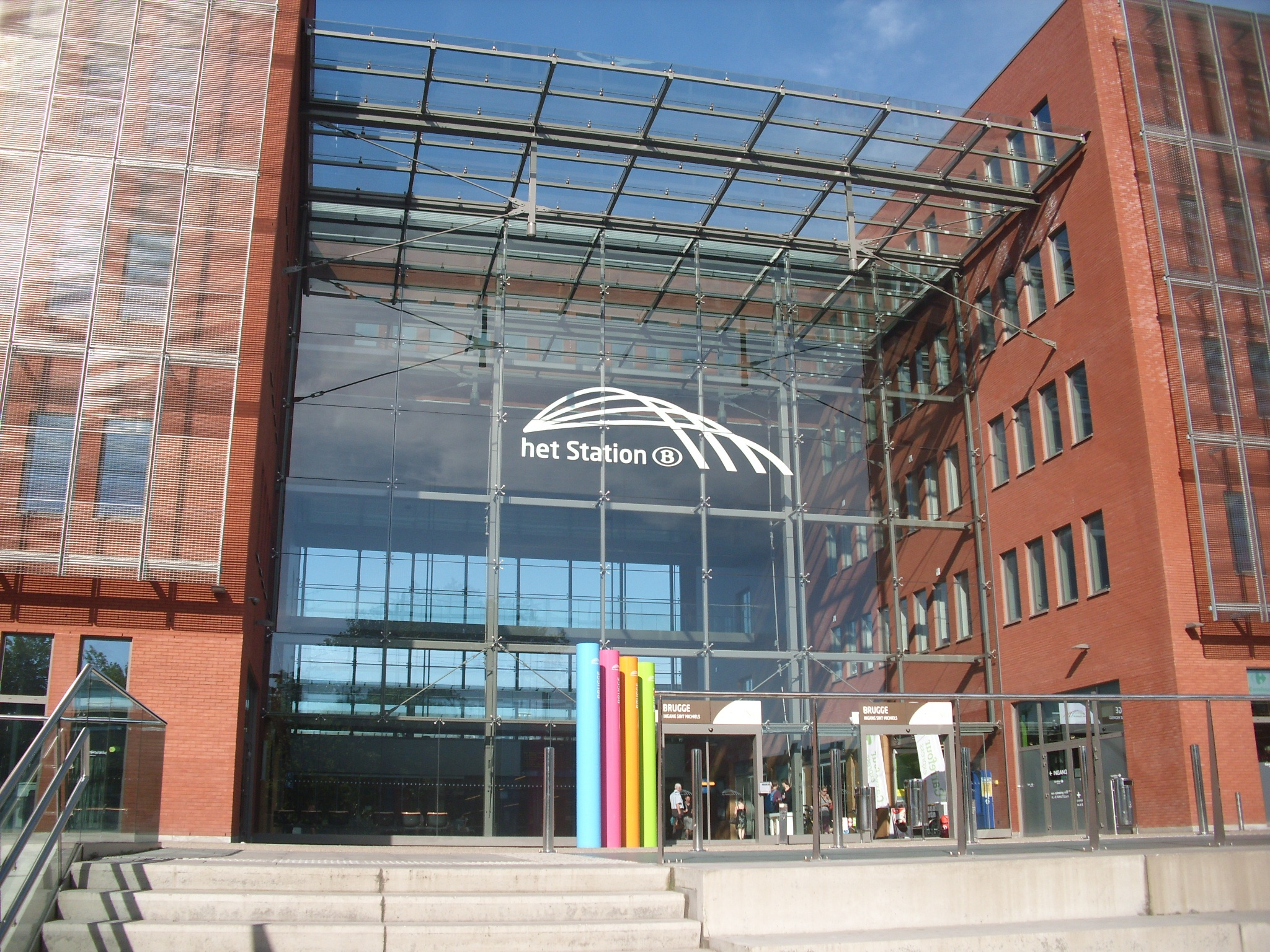
Entrée moderne de la gare, sur le versant opposé.
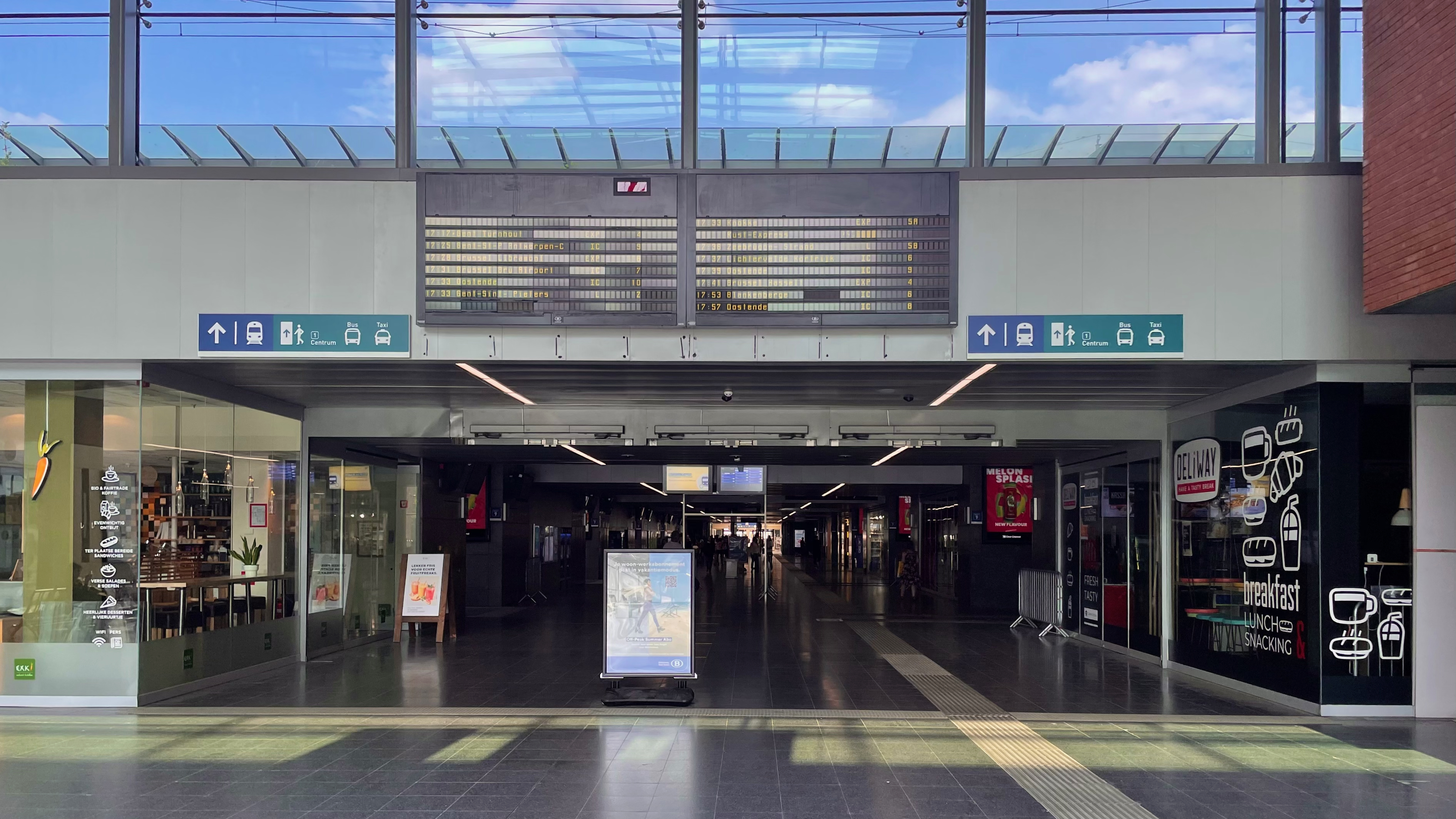
Accès au couloir sous voies.
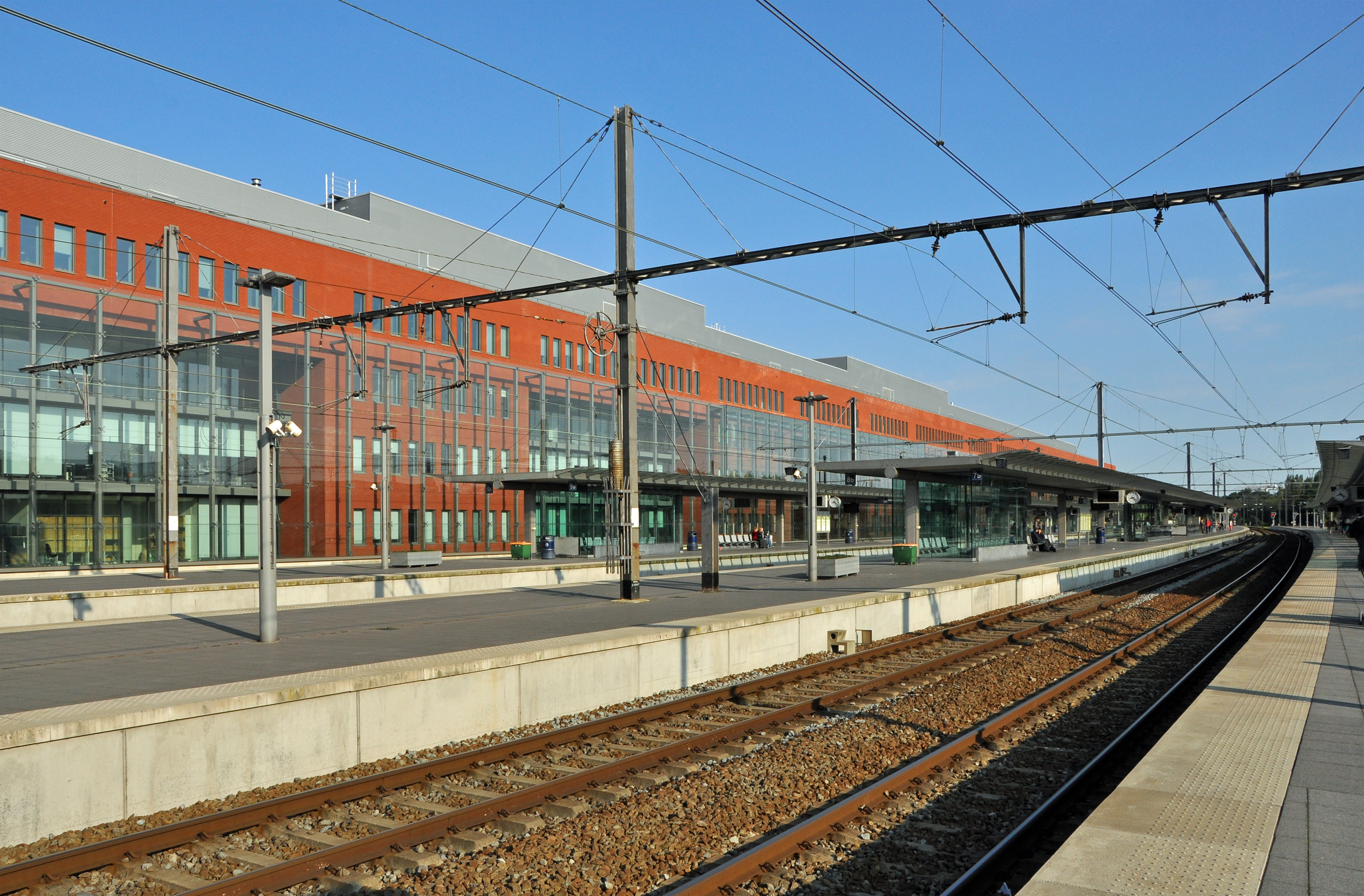
Quais et bâtiment moderne.
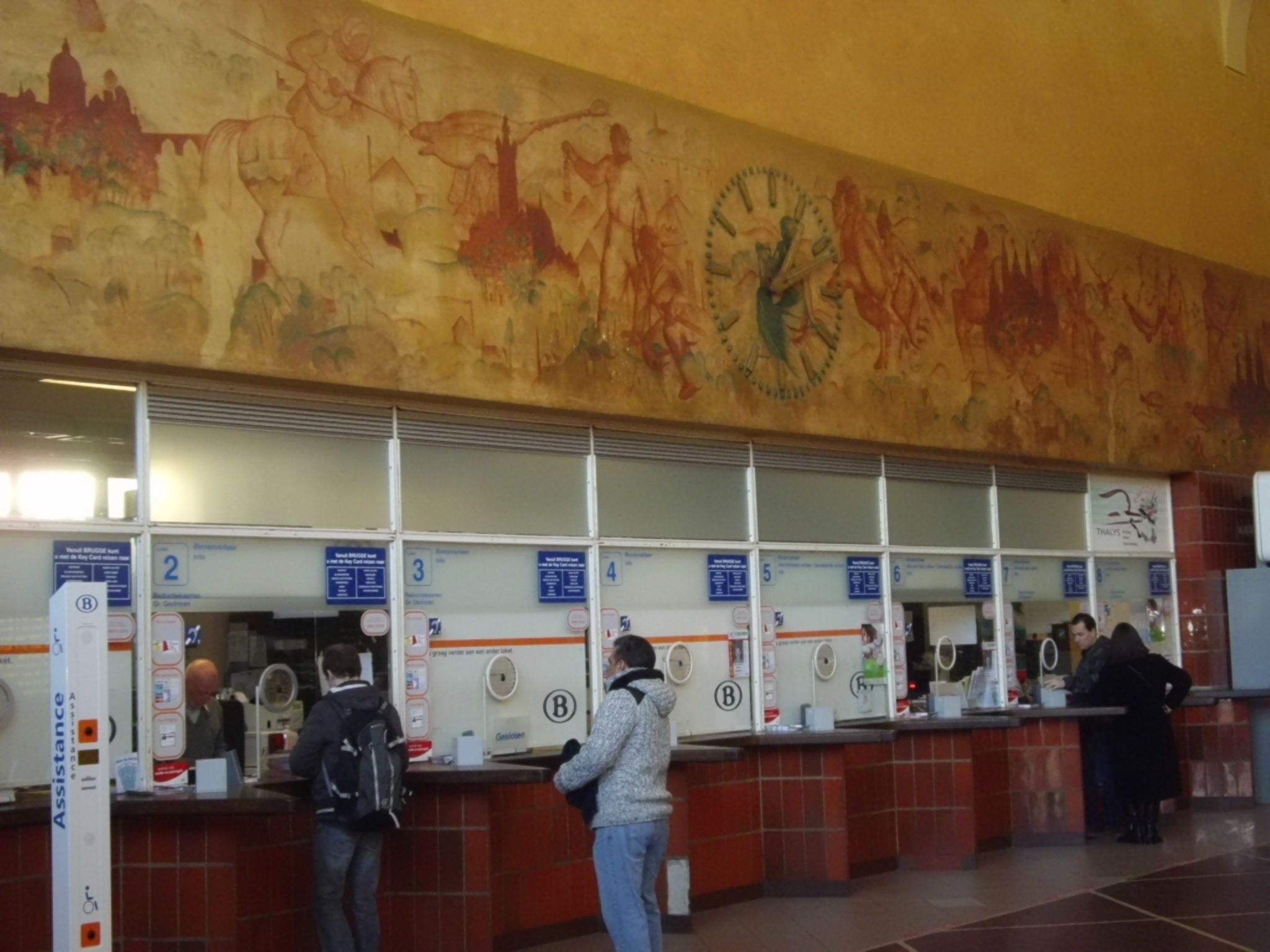
Ancienne salle des guichets (fermée).
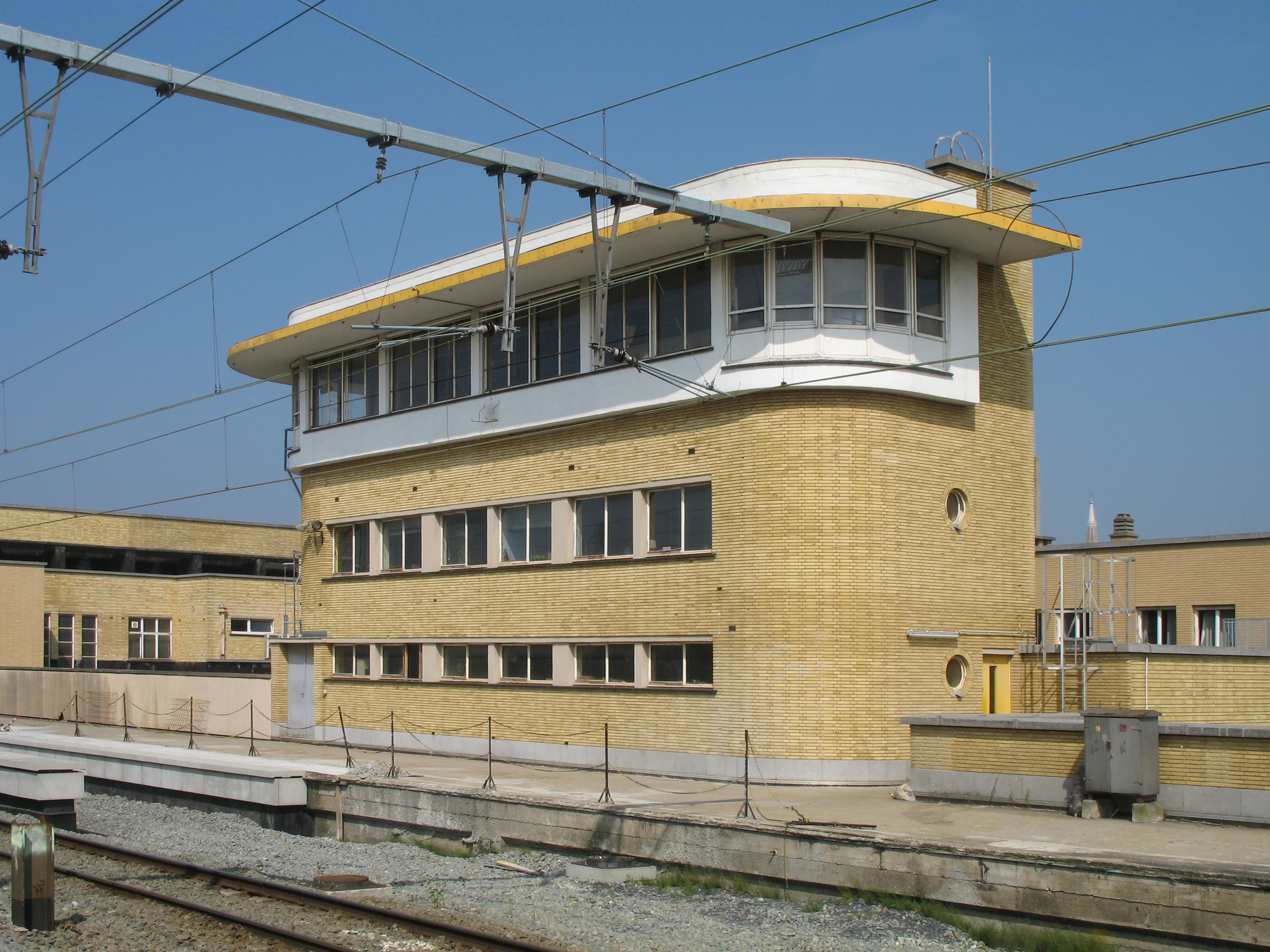
Cabine de signalisation de la gare de 1939.

## Comptage voyageurs
Ce graphique et tableau montre le nombre de voyageurs embarquant en moyenne durant la semaine, le samedi et le dimanche.
| Nombre de passagers qui embarquent à la gare de Bruges | Nombre de passagers qui embarquent à la gare de Bruges | Nombre de passagers qui embarquent à la gare de Bruges | Nombre de passagers qui embarquent à la gare de Bruges |
|                                                        | Semaine                                                | Samedi                                                 | Dimanche                                               |
| ------------------------------------------------------ | ------------------------------------------------------ | ------------------------------------------------------ | ------------------------------------------------------ |
| 1977                                                   | 15 473                                                 | 6 011                                                  | 5 920                                                  |
| 1978                                                   | 14 390                                                 | 4 253                                                  | 4 604                                                  |
| 1979                                                   | 14 605                                                 | 6 138                                                  | 6 186                                                  |
| 1980                                                   | 13 466                                                 | 4 943                                                  | 5 389                                                  |
| 1981                                                   | 14 007                                                 | 5 695                                                  | 5 952                                                  |
| 1982                                                   | 14 623                                                 | 5 594                                                  | 6 475                                                  |
| 1983                                                   | 13 714                                                 | 4 919                                                  | 5 269                                                  |
| 1984                                                   | 12 941                                                 | 4 852                                                  | 5 109                                                  |
| 1985                                                   | 14 331                                                 | 6 306                                                  | 6 967                                                  |
| 1986                                                   | 13 624                                                 | 5 213                                                  | 5 809                                                  |
| 1987                                                   | 14 168                                                 | 6 198                                                  | 8 148                                                  |
| 1988                                                   | 13 571                                                 | 6 291                                                  | 7 212                                                  |
| 1989                                                   | 14 701                                                 | 5 769                                                  | 7 512                                                  |
| 1990                                                   | 15 027                                                 | 6 205                                                  | 8 059                                                  |
| 1991                                                   | 14 317                                                 | 7 635                                                  | 9 275                                                  |
| 1992                                                   | 14 428                                                 | 6 543                                                  | 8 100                                                  |
| 1993                                                   | 12 920                                                 | 6 119                                                  | 7 691                                                  |
| 1994                                                   | 16 211                                                 | 7 615                                                  | 7 103                                                  |
| 1995                                                   | 15 222                                                 | 8 073                                                  | 9 847                                                  |
| 1996                                                   | 14 317                                                 | 7 251                                                  | 6 165                                                  |
| 1997                                                   | 13 895                                                 | 6 170                                                  | 6 654                                                  |
| 1998                                                   | 16 074                                                 | 7 678                                                  | 7 958                                                  |
| 1999                                                   | 14 505                                                 | 7 151                                                  | 7 165                                                  |
| 2000                                                   | 15 449                                                 | 8 504                                                  | 9 207                                                  |
| 2001                                                   | 15 234                                                 | 7 695                                                  | 8 777                                                  |
| 2002                                                   | 15 203                                                 | 8 225                                                  | 9 376                                                  |
| 2003                                                   | 15 409                                                 | 7 510                                                  | 9 382                                                  |
| 2004                                                   | 14 613                                                 | 7 950                                                  | 9 049                                                  |
| 2005                                                   | 16 416                                                 | 10 307                                                 | 11 427                                                 |
| 2006                                                   | 19 457                                                 | 10 932                                                 | 13 514                                                 |
| 2007                                                   | 17 472                                                 | 9 396                                                  | 13 406                                                 |
| 2008                                                   | -                                                      | -                                                      | -                                                      |
| 2009                                                   | 17 094                                                 | 9 945                                                  | 11 166                                                 |
| 2010                                                   | -                                                      | -                                                      | -                                                      |
| 2011                                                   | -                                                      | -                                                      | -                                                      |
| 2012                                                   | 17 195                                                 | 11 039                                                 | 10 324                                                 |
| 2013                                                   | 17 967                                                 | 12 929                                                 | 12 303                                                 |
| 2014                                                   | 18 122                                                 | 10 776                                                 | 13 391                                                 |
| 2015                                                   | 18 095                                                 | 11 409                                                 | 12 782                                                 |
| 2016                                                   | 18 617                                                 | 9 347                                                  | 11 640                                                 |
| 2017                                                   | 18 506                                                 | 11 096                                                 | 11 807                                                 |
| 2018                                                   | 17 689                                                 | 13 968                                                 | 13 376                                                 |
| 2019                                                   | 18 091                                                 | 12 737                                                 | 12 249                                                 |
| 2020                                                   | 9 964                                                  | 5 880                                                  | 6 513                                                  |
| 2021                                                   | -                                                      | -                                                      | -                                                      |
| 2022                                                   | 15 484                                                 | 10 983                                                 | 11 495                                                 |
| 2023                                                   | 15 310                                                 | 12 340                                                 | 11 868                                                 |
| 2024                                                   | 18 185                                                 | 11 494                                                 | 12 292                                                 |